# Fuzzy Zoeller
Pour les articles homonymes, voir Zoeller.
Frank Urban "Fuzzy" Zoeller, Jr. (né le 11 novembre 1951 à New Albany, dans l'État de l'Indiana) est un golfeur professionnel américain. Il est l'un des trois golfeurs dans l'histoire à avoir remporté les Masters à sa première participation à l'évènement. Il remporta également l'édition de 1984 du U.S. Open, ce qui lui valut d'obtenir le Bob Jones Award en 1985.